# Championnat d'Antigua-et-Barbuda féminin de football
Le championnat de Antigua-et-Barbuda de football féminin est une compétition de football féminin.

## La compétition
Le championnat compte 7 équipes et est organisé selon le système à 3 points. Chaque équipe joue 12 matchs.

## Palmarès
| Saison    | Champion                    |
| --------- | --------------------------- |
| 2001      | Combined Schools            |
| 2002      | Ottos Tigress               |
| 2003      | Ottos Tigress               |
| 2004      | Ottos Tigress               |
| 2004-2005 | Ottos Tigress               |
| 2005-2006 | Sap FC                      |
| 2007      | inconnu                     |
| 2008      | inconnu                     |
| 2009      | inconnu                     |
| 2010      | pas organisé                |
| 2011      | 5P's                        |
| 2012      | Sap FC                      |
| 2013      | Empire Star Girls           |
| 2014      | pas organisé                |
| 2015      | Ottos Tigress               |
| 2016      | Wadadli 5Ps                 |
| 2017      | Ottos Rangers Queens United |